# Thuyết số lượng tiền tệ
Thuyết số lượng tiền tệ là lý luận cho rằng trong dài hạn số lượng tiền tệ không phụ thuộc vào quy mô của GDP mà vào thay đổi của giá cả hoặc thay đổi của mức giá chung của nền kinh tế (lạm phát) phụ thuộc vào tốc độ tăng số lượng tiền. Đây là một trong những lý luận quan trọng của trường phái kinh tế học tân cổ điển.
Có hai cách diễn giải thuyết số lượng tiền tệ. Một cách sử dụng phương trình cân đối tiền mặt, nên được gọi là Thuyết cân đối tiền mặt. Cách khác sử dụng phương trình trao đổi của Fisher, nên được gọi là Thuyết số lượng giao dịch.

## Phương trình cân đối tiền mặt
Phương trình cân đối tiền mặt (còn gọi bằng tên khác là Phương trình số dư tiền mặt, Đẳng thức cân đối tiền mặt, Đẳng thức số dư tiền mặt, Phương trình Cambridge) là một trong những phương trình về số lượng tiền tệ của nền kinh tế. Phương trình này được phát triển bởi các nhà kinh tế học của trường Đại học Cambridge.
Ký hiệu:
- M là lượng cung về tiền mặt;
- P là mức giá chung của nền kinh tế;
- Y là thu nhập (GDP) thực tế của toàn bộ nền kinh tế;
- k là tỷ lệ thu nhập được giữ ở dạng tiền mặt. Vì Alfred Marshall là người đưa ra ý tưởng về tỷ lệ này, nên k còn được gọi là số k của Marshall.

Giả thiết:
- Y không đổi khi trong dài hạn nền kinh tế ở trạng thái toàn dụng nhân lực, có nghĩa là Y sẽ là sản lượng tiềm năng
- k là biến ngoại sinh, do ý chí con người quyết định chứ không phải Chính phủ, nên cũng được xem là không đổi.

Khi ấy có phương trình (1):
{\displaystyle M\,} = {\displaystyle k\cdot Y\cdot P}
Từ phương trình (1) có thể suy ra phương trình (2) như sau:
{\displaystyle {\frac {dP}{P}}={\frac {dM}{M}}}
Từ (2) lại suy ra (3) như sau:
{\displaystyle {\frac {dP/P}{dt}}={\frac {dM/M}{dt}}}
trong đó
{\displaystyle t\,} là thời gian.
Thế nghĩa là khi Y và k cố định, tỷ lệ lạm phát sẽ đúng bằng tốc độ tăng cung tiền.

## Phương trình Fisher
Phương trình Fisher (hay còn gọi là Phương trình trao đổi) là một biến thể của phương trình cân đối tiền mặt nói trên.
Thay vì xem xét GDP ở góc độ thu nhập, Irving Fisher xem GDP ở góc độ chi tiêu. Fisher còn không xem xét tỷ lệ thu nhập được giữ dưới dạng tiền mặt, mà xem xét tốc độ quay vòng của tiền mặt (ký hiệu biến số này là V).
Phương trình Fisher có dạng (4):
{\displaystyle M\cdot V=P\cdot Y}
V ở đây chính bằng 1/k ở phương trình cân đối tiền tệ và cũng được giả thiết rằng cố định.
Từ phương trình (4) cũng suy ra được:
{\displaystyle {\frac {dP/P}{dt}}={\frac {dM/M}{dt}}}
Khi Y và V không đổi, tỷ lệ lạm phát đúng bằng tốc độ tăng cung tiền.
Vì xem xét GDP từ góc độ chi tiêu, phương trình Fisher có thể biến đổi thành phương trình để tính toán lượng cầu về tiền mặt phục vụ chi tiêu.

## Đánh giá
John Maynard Keynes nghi ngờ tính hợp lý của việc không đưa sự thay đổi của số k của Marshall (và do đó là tốc độ lưu thông tiền mặt V) vào các phương trình nói trên. Từ đó ông đề ra Thuyết thích tiền mặt.